# 洒缀锦蛤
洒缀锦蛤（学名：Tapes literatus aspersa），是帘蛤目帘蛤科浅蜊属的一种。主要分布于中国大陆，常栖息在浅海20米的泥沙底。